# Anderlecht
Anderlecht je město v Bruselskem regionu v Belgii. Žije zde 112 tisíc obyvatel a jeho rozloha činí 17,74 km². Město je známé zejména díky fotbalovému klubu RSC Anderlecht.

## Poloha
Anderlecht se nachází v jihozápadní části bruselské aglomerace na řece Senne.
Sousedí s dalšími čtyřmi obcemi Bruselského regionu (Molenbeek-Saint-Jean, Brusel, Saint-Gilles, Forest) a se třemi obcemi provincie Vlámský Brabant ve Vlámském regionu (Drogenbos, Sint-Pieters-Leeuw a Dilbeek).
Na území Anderlechtu se nachází několik stanic bruselského metra.

## Partnerská města
- Boulogne-Billancourt, Francie, 1955
- Neukölln, Německo, 1955
- Hammersmith a Fulham, Velká Británie, 1955
- Marino, Itálie, 1976
- Sainte-Maxime, Francie, 2000
- Zaandam, Nizozemsko, 1955